# NGC 4689
NGC 4689 este o galaxie spirală situată în constelația Părul Berenicei. A fost descoperită în 12 aprilie 1784 de către William Herschel. Se află la o distanță de 16 megaparseci de Pământ.